# Plac Jana Kilińskiego w Kaliszu
Plac Kilińskiego – plac w Śródmieściu Kalisza. Patronem placu jest Jan Kiliński.

## Historia
W XIII wieku plac leżał poza murami miejskimi średniowiecznego Kalisza i stanowił teren Toruńskiego Przedmieścia, nazywanego później Warszawskim i Stawiszyńskim. Zbiegały się tu główne drogi prowadzące z Warszawy, Torunia, Konina, Koła, Łęczycy i Stawiszyna. 
W latach 1820–1830 na placu wzniesiono klasycystyczną kamienicę zwaną pałacem Puchalskich według projektu Sylwestra Szpilowskiego lub/i Franciszka Reinsteina. Inicjatorem budowy był Józef Grzegorz Puchalski, który posiadał dobra w miejscowości Zakrzyn koło Kalisza. W latach 1849–1862 w kamienicy wraz z rodzicami mieszkała Maria Konopnicka, która spędziła tu dzieciństwo i młodość. Od 1980 do 1991 roku w budynku działała Izba Muzealna im. Marii Konopnickiej. 
W powieści Marii Dąbrowskiej Noce i dnie teren ten określany jest jako Dziadowe Przedmieście. 

## Charakterystyka placu
Plac ma kształt prostokątny. Ulice wychodzące z placu Kilińskiego:
- przecięcie ulic północne: 3 Maja, Stawiszyńska, Warszawska,
- przecięcie ulic południowe: Babina, Niecała, plac Jana Pawła II.

## Zabytki

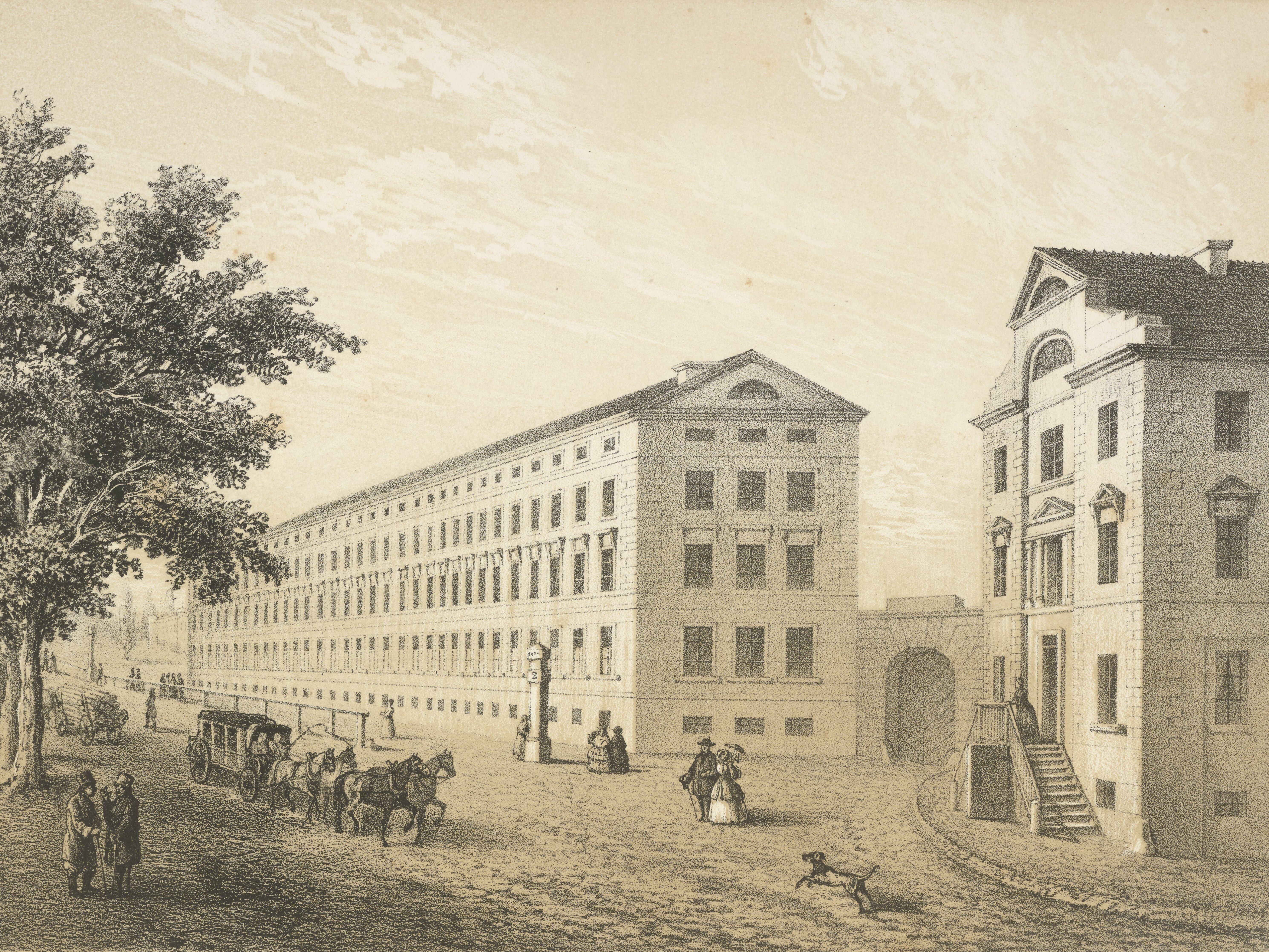
Fabryka Beniamina Repphana w Kaliszu (1858)

Obiekty wpisane w rejestr zabytków województwa wielkopolskiego:
- fabryka sukna Beniamina Repphana z lat 1816–1825 (plac Kilińskiego 2),
- dom z początku XX wieku (plac Kilińskiego 2),
- pałac Puchalskich z lat 1820–1830 (plac Kilińskiego 4).